# Monika Kopycka
Monika Kopycka (ur. 9 lutego 1989) – polska lekkoatletka specjalizująca się w biegu na 400 metrów przez płotki.

## Kariera
Zawodniczka klubów: Zryw Toruń (2003-2005), MKL Toruń (2006-2009), BKS Bydgoszcz (2009-2011), Podlasie Białystok (2012-). Wicemistrzyni Polski w biegu na 400 metrów przez płotki (2007) oraz brązowa medalistka mistrzostw Polski (2010) w tej konkurencji. Medalistka mistrzostw Polski juniorów: srebro (2008) i brąz (2007). Rekord życiowy na 400 metrów przez płotki: 59,34 (2008).